# Edi Hrnic
Edi Hrnic (26 de diciembre de 2003) es un deportista danés que compite en taekwondo.
Participó en los Juegos Olímpicos de París 2024, obteniendo una medalla de bronce en la categoría de –80 kg.
Ganó una medalla de oro en los Juegos Europeos de Cracovia 2023 y una medalla de plata en el Campeonato Europeo de Taekwondo de 2022, ambas en la categoría de –80 kg.

## Palmarés internacional
| Juegos Olímpicos   | Juegos Olímpicos         | Juegos Olímpicos  | Juegos Olímpicos |
| Año                | Lugar                    | Medalla           | Categoría        |
| ------------------ | ------------------------ | ----------------- | ---------------- |
| 2024               | París (Francia)          | Medalla de bronce | –80 kg           |
| Juegos Europeos    |                          |                   |                  |
| Año                | Lugar                    | Medalla           | Categoría        |
| 2023               | Krynica-Zdrój (Polonia)  | Medalla de oro    | –80 kg           |
| Campeonato Europeo |                          |                   |                  |
| Año                | Lugar                    | Medalla           | Categoría        |
| 2022               | Mánchester (Reino Unido) | Medalla de plata  | –80 kg           |